# Windsurf World Cup 2023
Der Windsurf World Cup 2023 begann mit dem Wave World Cup in Omaezaki (Japan) am 16. März 2023 und endete mit dem Slalom Event in Yokosuka (Japan) am 14. November 2023.
Bedeutende Neuerung der Saison ist, dass die Wave-Wettbewerbe gemeinsam mit der IWT (International Windsurfing Tour) ausgetragen werden. Neben den Events mit vier bis sieben Sternen, finden kleinere, meist nationale Veranstaltungen statt, welche den Aufstieg von Fahrern in die Weltspitze verbessern soll. Die Punkte werden anhand der Sterne gewichtet:
- 5★ oder mehr: 100 %
- 4★: Männer: 60 %, Frauen: 40 %
- 3★: 30 %
- 2★: 10 %
- 1★: 5 %.

Bei den Frauen fließen die besten zwei, bei den Männern die besten drei Resultate der Saison und das Ergebnis beim finalen Wettbewerb, dem Aloha Classic, in die Wertung ein.
Gegenüber den Vorjahren wurde auch der Kalender im Slalom deutlich ausgeweitet. Neben etablierten Events wie dem an der Costa Calma auf Fuerteventura, stehen nach langer Zeit wieder Wettbewerbe in Torbole (Gardasee) und in Pozo Izquierdo (Gran Canaria) auf dem Programm. Neu ist zudem, dass, mit Ausnahme des Events auf Sylt, alle Events sowohl Wettbewerbe für Männer als auch für Frauen beinhalten.
Im Laufe der Saison wurden die Events in Marignane, Bol und Nouméa (jeweils Slalom) sowie in El Médano (Wave) aus unterschiedlichen Gründen abgesagt.

## World-Cup-Wertungen

### Wave
| Rang | Name             | Land                   | Punkte |
| ---- | ---------------- | ---------------------- | ------ |
| 01   | Marcilio Browne  | Brasilien              | 27.429 |
| 02   | Ricardo Campello | Venezuela              | 26.593 |
| 03   | Antoine Martin   | Frankreich             | 26.344 |
| 04   | Marc Paré        | Spanien                | 23.733 |
| 05   | Morgan Noireaux  | Vereinigte Staaten     | 20.625 |
| 06   | Bernd Roediger   | Vereinigte Staaten     | 20.152 |
| 07   | Robby Swift      | Vereinigtes Königreich | 19.604 |
| 08   | Philip Köster    | Deutschland            | 18.781 |
| 09   | Takuma Sugi      | Japan                  | 17.422 |
| 10   | Antoine Albert   | Neukaledonien          | 16.964 |

| Rang | Name                 | Land        | Punkte |
| ---- | -------------------- | ----------- | ------ |
| 01   | Sarah-Quita Offringa | Aruba       | 27.000 |
| 02   | Sarah Hauser         | Frankreich  | 21.340 |
| 03   | Coraline Foveau      | Frankreich  | 20.626 |
| 04   | María Andrés         | Spanien     | 20.140 |
| 05   | Maria Behrens        | Deutschland | 19.030 |
| 06   | Jane Seman           | Australien  | 18.935 |
| 07   | Lina Erpenstein      | Deutschland | 18.073 |
| 08   | Jessica Crisp        | Australien  | 17.965 |
| 09   | Sol Degrieck         | Belgien     | 17.153 |
| 10   | Marine Hunter        | Frankreich  | 17.103 |

### Freestyle
| Rang | Name                   | Land          | Punkte |
| ---- | ---------------------- | ------------- | ------ |
| 01   | Yentel Caers           | Belgien       | 18.500 |
| 02   | Lennart Neubauer       | Griechenland  | 15.930 |
| 03   | Adrien Bosson          | Frankreich    | 15.385 |
| 04   | Steven van Broeckhoven | Belgien       | 12.935 |
| 05   | Jacopo Testa           | Italien       | 12.740 |
| 06   | Amado Vrieswijk        | Bonaire       | 11.361 |
| 07   | Antony Ruenes          | Frankreich    | 11.295 |
| 08   | Antoine Albert         | Neukaledonien | 10.406 |
| 09   | Balz Müller            | Schweiz       | 09.761 |
| 09   | Youp Schmit            | Bonaire       | 09.761 |

| Rang | Name                 | Land        | Punkte |
| ---- | -------------------- | ----------- | ------ |
| 01   | Sarah-Quita Offringa | Aruba       | 10.000 |
| 02   | Maaike Huvermann     | Niederlande | 09.900 |
| 03   | Oda Johanne Brødholt | Norwegen    | 09.800 |
| 04   | Lisa Kloster         | Deutschland | 09.700 |
| 05   | Lina Erpenstein      | Deutschland | 09.600 |
| 06   | Arrianne Aukes       | Niederlande | 09.500 |
| 07   | Olya Raskina         | Portugal    | 09.350 |
| 07   | Bijou Shahmirian     | Österreich  | 09.350 |

### Slalom
| Rang | Name             | Land        | Punkte |
| ---- | ---------------- | ----------- | ------ |
| 01   | Matteo Iachino   | Italien     | 40.500 |
| 02   | Amado Vrieswijk  | Bonaire     | 40.300 |
| 03   | Maciek Rutkowski | Polen       | 40.300 |
| 04   | Pierre Mortefon  | Frankreich  | 39.700 |
| 05   | Michele Becker   | Deutschland | 39.100 |
| 06   | Bruno Martini    | Italien     | 38.800 |
| 07   | Enrico Marotti   | Kroatien    | 38.800 |
| 08   | Nico Prien       | Deutschland | 38.400 |
| 09   | Alexandre Cousin | Frankreich  | 37.000 |
| 10   | Alexis Mathis    | Frankreich  | 36.800 |

| Rang | Name                 | Land                   | Punkte |
| ---- | -------------------- | ---------------------- | ------ |
| 01   | Blanca Alabau        | Spanien                | 30.700 |
| 02   | Justine Lemeteyer    | Frankreich             | 30.400 |
| 03   | Marion Mortefon      | Frankreich             | 30.400 |
| 04   | Jenna Gibson         | Vereinigtes Königreich | 29.600 |
| 05   | Femke van der Veen   | Niederlande            | 29.500 |
| 06   | Maé Davico           | Frankreich             | 29.100 |
| 07   | Anna Biagiolini      | Italien                | 28.200 |
| 08   | Sarah-Quita Offringa | Aruba                  | 20.500 |
| 09   | Sarah Jackson        | Vereinigtes Königreich | 19.000 |
| 10   | Lina Eržen           | Slowenien              | 10.300 |

## Podestplatzierungen Männer

### Wave
| ★  | Datum               | Ort            | 1. Platz                                                          | 2. Platz                                                          | 3. Platz                                                          |
| -- | ------------------- | -------------- | ----------------------------------------------------------------- | ----------------------------------------------------------------- | ----------------------------------------------------------------- |
| 5★ | 17.03. – 21.03.2023 | Omaezaki       | Aufgrund von zu wenig Wind abgebrochen und die Punkte aufgeteilt. | Aufgrund von zu wenig Wind abgebrochen und die Punkte aufgeteilt. | Aufgrund von zu wenig Wind abgebrochen und die Punkte aufgeteilt. |
| 4★ | 25.03. – 02.04.2023 | Topocalma      | Philip Köster                                                     | Camille Juban                                                     | Julian Salmonn                                                    |
| 5★ | 01.06. – 11.06.2023 | Tavarua        | Baptiste Cloarec                                                  | Ricardo Campello                                                  | Robby Swift                                                       |
| 5★ | 01.07. – 09.07.2023 | Pozo Izquierdo | Marcilio Browne                                                   | Marino Gil Gherardi                                               | Marc Paré                                                         |
| 4★ | 26.08. – 03.09.2023 | Pacasmayo      | Antoine Martin                                                    | Marcilio Browne                                                   | Federico Morisio                                                  |
| 7★ | 22.09. – 03.10.2023 | Sylt           | Aufgrund von zu wenig Wind abgebrochen und die Punkte aufgeteilt. | Aufgrund von zu wenig Wind abgebrochen und die Punkte aufgeteilt. | Aufgrund von zu wenig Wind abgebrochen und die Punkte aufgeteilt. |
| 5★ | 23.10. – 03.11.2023 | Maui           | Antoine Martin                                                    | Bernd Roediger                                                    | Marcilio Browne                                                   |

### Freestyle
| ★  | Datum               | Ort         | 1. Platz         | 2. Platz      | 3. Platz               |
| -- | ------------------- | ----------- | ---------------- | ------------- | ---------------------- |
| 6★ | 27.07. – 05.08.2023 | Costa Calma | Yentel Caers     | Adrien Bosson | Antony Ruenes          |
| 7★ | 22.09. – 03.10.2023 | Sylt        | Lennart Neubauer | Yentel Caers  | Steven van Broeckhoven |

### Slalom
| ★  | Datum               | Ort            | 1. Platz         | 2. Platz         | 3. Platz          |
| -- | ------------------- | -------------- | ---------------- | ---------------- | ----------------- |
| 5★ | 10.05. – 14.05.2023 | Torbole        | Maciek Rutkowski | Pierre Mortefon  | Will McMillan     |
| 5★ | 01.07. – 09.07.2023 | Pozo Izquierdo | Enrico Marotti   | Maciek Rutkowski | Pierre Mortefon   |
| 6★ | 27.07. – 05.08.2023 | Costa Calma    | Nicolas Goyard   | Johan Søe        | Matteo Iachino    |
| 7★ | 22.09. – 03.10.2023 | Sylt           | Amado Vrieswijk  | Matteo Iachino   | Nicolas Goyard    |
| 5★ | 10.11. – 14.11.2023 | Yokosuka       | Amado Vrieswijk  | Matteo Iachino   | Daniele Benedetti |

## Podestplatzierungen Frauen

### Wave
| ★  | Datum               | Ort            | 1. Platz             | 2. Platz             | 3. Platz             |
| -- | ------------------- | -------------- | -------------------- | -------------------- | -------------------- |
| 5★ | 17.03. – 21.03.2023 | Omaezaki       | Matoko Sato          | María Andrés         | Jane Seman           |
| 4★ | 25.03. – 02.04.2023 | Topocalma      | Jane Seman           | Bjorte Pürschel      | Carolyne Vita        |
| 5★ | 01.06. – 11.06.2023 | Tavarua        | Sarah Hauser         | Sarah-Quita Offringa | Coraline Foveau      |
| 5★ | 01.07. – 09.07.2023 | Pozo Izquierdo | Daida Ruano Moreno   | Sarah-Quita Offringa | Lina Erpenstein      |
| 4★ | 26.08. – 03.09.2023 | Pacasmayo      | Jessica Crisp        | Pauline Katz         | Sol Degrieck         |
| 7★ | 22.09. – 03.10.2023 | Sylt           | Marine Hunter        | Maria Behrens        | Sarah-Quita Offringa |
| 5★ | 23.10. – 03.11.2023 | Maui           | Sarah-Quita Offringa | Coraline Foveau      | Sarah Hauser         |

### Freestyle
| ★  | Datum               | Ort         | 1. Platz             | 2. Platz         | 3. Platz             |
| -- | ------------------- | ----------- | -------------------- | ---------------- | -------------------- |
| 6★ | 27.07. – 05.08.2023 | Costa Calma | Sarah-Quita Offringa | Maaike Huvermann | Oda Johanne Brødholt |

### Slalom
| ★  | Datum               | Ort            | 1. Platz             | 2. Platz             | 3. Platz          |
| -- | ------------------- | -------------- | -------------------- | -------------------- | ----------------- |
| 5★ | 10.05. – 14.05.2023 | Torbole        | Justine Lemeteyer    | Blanca Alabau        | Marion Mortefon   |
| 5★ | 01.07. – 09.07.2023 | Pozo Izquierdo | Blanca Alabau        | Sarah-Quita Offringa | Marion Mortefon   |
| 6★ | 27.07. – 05.08.2023 | Costa Calma    | Sarah-Quita Offringa | Marion Mortefon      | Blanca Alabau     |
| 5★ | 10.11. – 14.11.2023 | Yokosuka       | Lina Eržen           | Blanca Alabau        | Justine Lemeteyer |